# モルスキェ・オコ
モルスキェ・オコ（"海の瞳"、英: Sea Eye, Eye of the Sea; 波: Morskie oko; 洪: Halas-tó: "魚の湖"）は、タトラ山脈にある最大かつ4番目の深さを持つ湖。ポーランドの小ポーランド地方、ミェングショヴィエツキ山頂群の基盤となるハイタトラス山脈のルィビ・ポトク（"魚の小川"、英: Fish Brook; 波: Rybi Potok）の谷あいにあるタトリ国立公園の奥深くに位置する。
モルスキェ・オコは、その湖面から高さ1,000mを超える山々に取り囲まれており、その中でもリスィ山（標高2,499m）はポーランド内のタトラ山脈の中で最も標高が高い。ミェングショヴィエツキ大山頂（標高2,438m）のあるミェングショヴィエツキ山頂群の付近、やや左に離れて独特の細長い形状のムニフ山（"僧侶"、波: Mnich、標高2,068m）がそびえている。また湖の周りには多くのヨーロッパハイマツが生育している。
モルスキェ・オコはタトラ山脈の湖や池においては珍しく多くの魚が棲息していたことから「ルィビェ・イェジョロ」（"魚の湖"、波: Rybie Jezioro）と過去に呼ばれていた。湖水は深くまで透き通っているため、泳ぐマス—いわゆる「飢饉のマス」(後述) —を容易に見つけることができる。モルスキェ・オコ（"海の瞳"）という呼び名は、湖とアドリア海とが地下道で繋がっているという古い伝説に由来する。
ポーランド観光協会 (PTTK) の施設は湖を北から押しとどめる氷堆石の上に建っている。施設は海抜1,405mに位置し、最も古いタトラ・シャレー (アルプス地方特有の大きな屋根の突き出た住居) のひとつに数えられる。この建造物は1805年に湖を探索したスタニスワフ・スタシッツにちなんで命名されており、リスィ山やシピグラソヴァ・ルートへの登山口となっている。付近には元々キャリッジハウス (馬車の荷や馬具用の納屋) であったスタレ・スロニスコ（"古いシェルター"、波: Stare Schronisko）があり、双方とも歴史的価値のある建造物と見なされている。
この湖はタトラ山脈の中で最も人気の高い名勝地のひとつで、バカンスシーズンには5万人を超える観光客が訪れる。車両の通れる最寄りの道路からはおよそ徒歩2時間程度。または地元のグラル人住民がその多くを操る馬車も多くの観光客が利用するアクセス方法である。冬には道中のある短区間において雪崩の危険性があり、そのエリアは夏でも気温が低く多雨である。観光人気の高まりにより、湖での遊泳およびマスの餌やりは禁止されている。

## 歴史
モルスキェ・オコの文献への登場は1575年までさかのぼる。
- 1637年 – ポーランド・リトアニア共和国王ヴワディスワフ4世が領主ヴラディスワフ・ノヴォビルスキに湖一帯の牧草地の使用権を与える。
- 1824年 – ポーランド分割の間、オーストリア当局がドリーナ・リビェゴ・ポトクを含むザコパネの土地をエマヌエル・ホモラクスから買い上げ、モルスキェ・オコはしばらくの間私有財産となる。
- 19世紀末 – ガリツィアとハンガリーの間で湖と隣接地域における財産権の境界紛争が勃発（いわゆる「モルスキェ・オコ紛争」）。オーストリア、グラーツの調停裁判所はポーランド側の勝訴判決を下し、ガリツィア政府代表のオスファルト・バルゼル（英語版）が承認。
- 19世紀中頃 – ティトゥス・ハウビンスキ（英語版）博士がモルスキェ・オコを観光地として「再発見」。
- 1836年 – 最初のシェルターが建設されるも1865年に焼失。
- 1874年 – 第2のシェルターが建設されるも1898年に焼失。
- 1902年 – ザコパネ間の道路が開通し、オスファルト・バルツェル・ロードと名付けられる。
- 主権復帰後の1933年以来、湖はポーランド国家の所有となっている。

モルスキェ・オコの魅力はヴァレリー・エリャシュ＝ラジコフスキ、レオン・ヴィチュウコフスキ、スタニスワフ・ガウェクなどの画家、ヴィンツェンティ・ポル、アダム・アスヌィク、カジミェシュ・プシェルヴァ＝テトマイェル、フランチシェク・ノヴィツキ、ヤン・カスプロヴィチなどの詩人、また作曲家のジグムント・ノスコフスキなど、多くのアーティストたちにインスピレーションを与えてきた。
また、ミュージシャンのセヴダリーザによる2015年制作のショートフィルム『The Formula』の撮影地のひとつである。

## ギャラリー

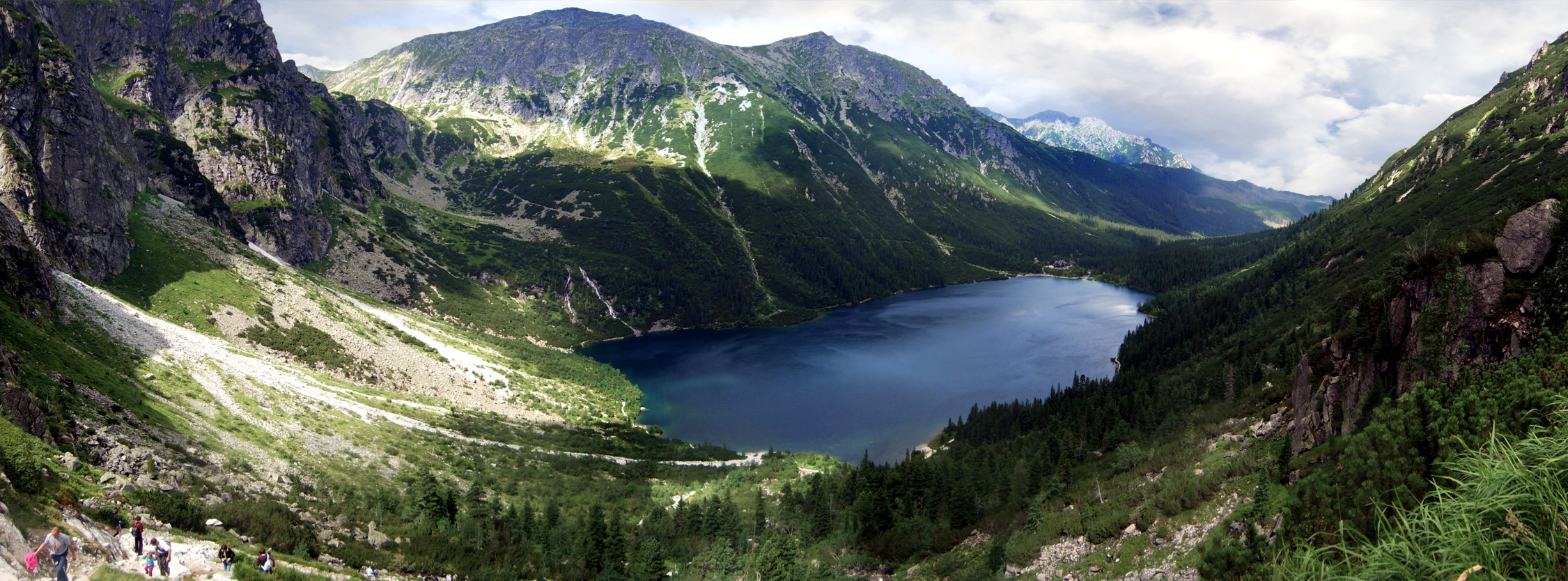
モルスキェ・オコのパノラマ写真
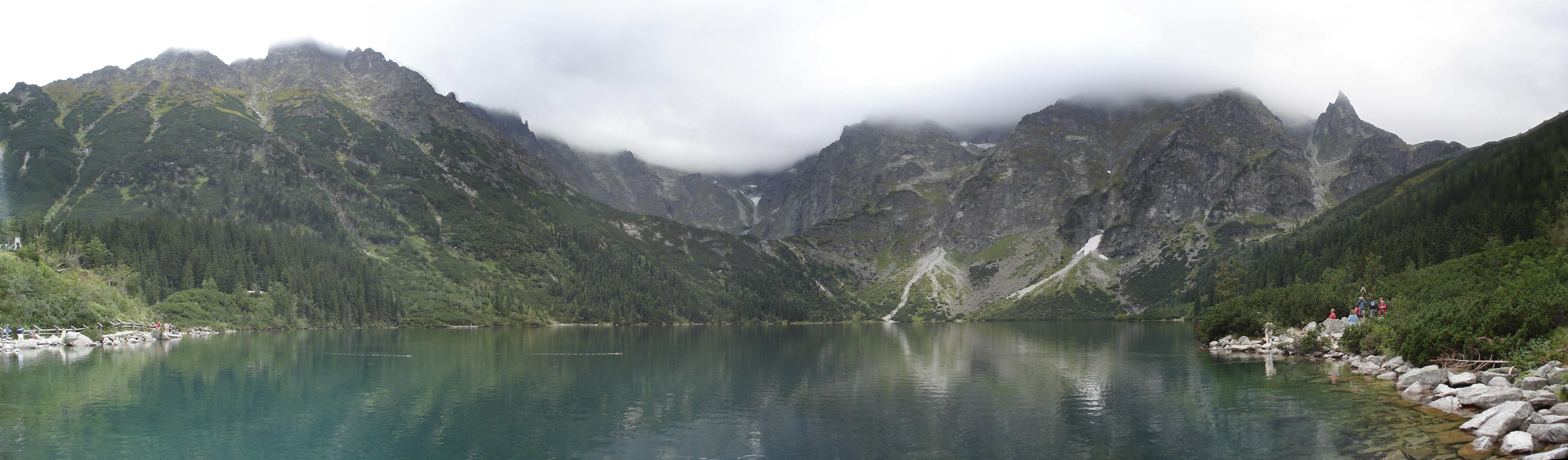
シェルターから望むモルスキェ・オコ
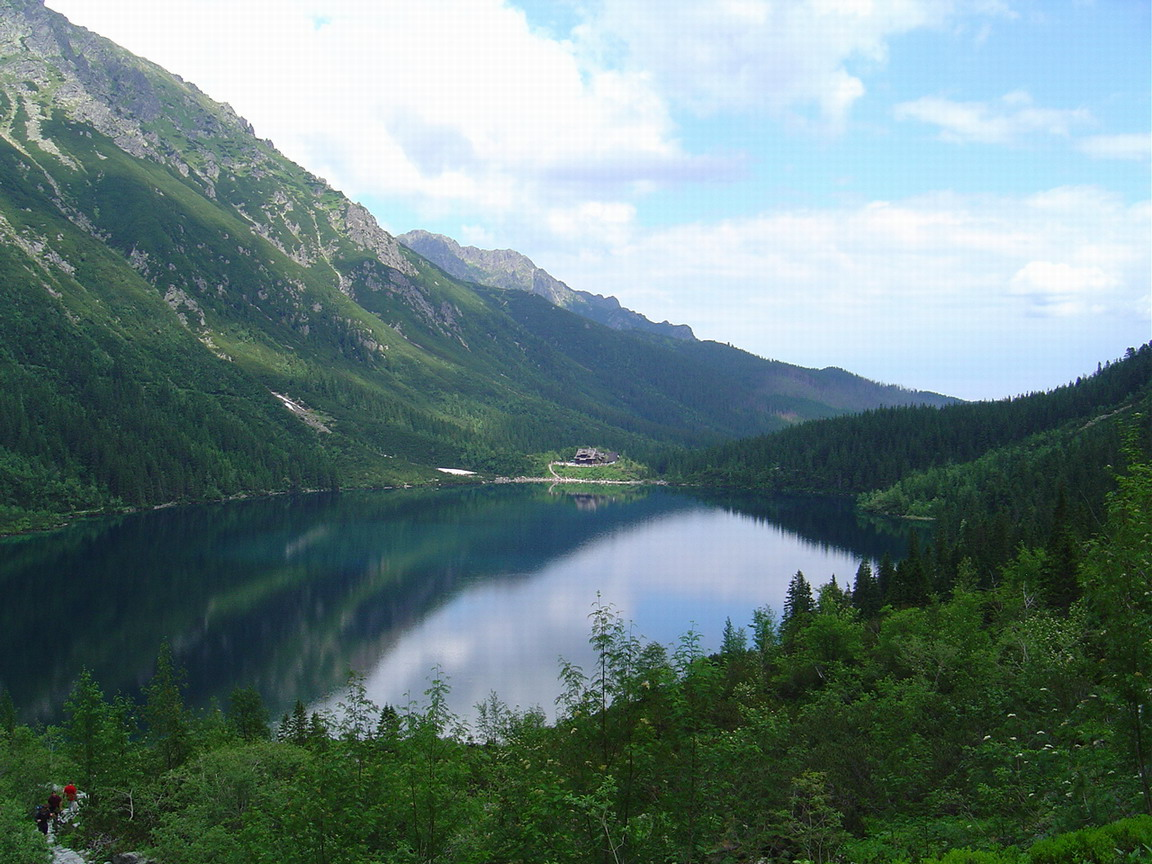
西からの眺め
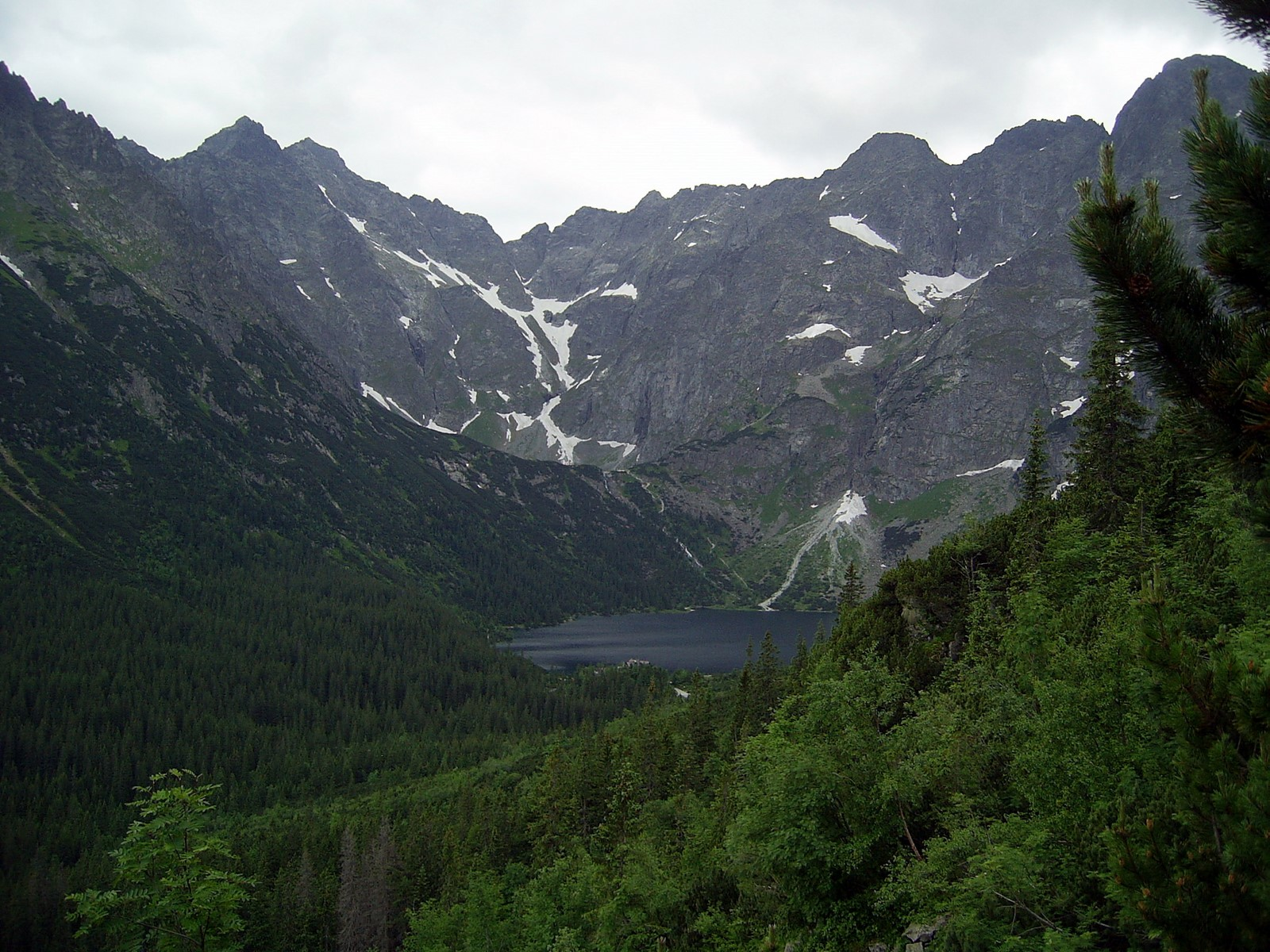
登山道からの眺め
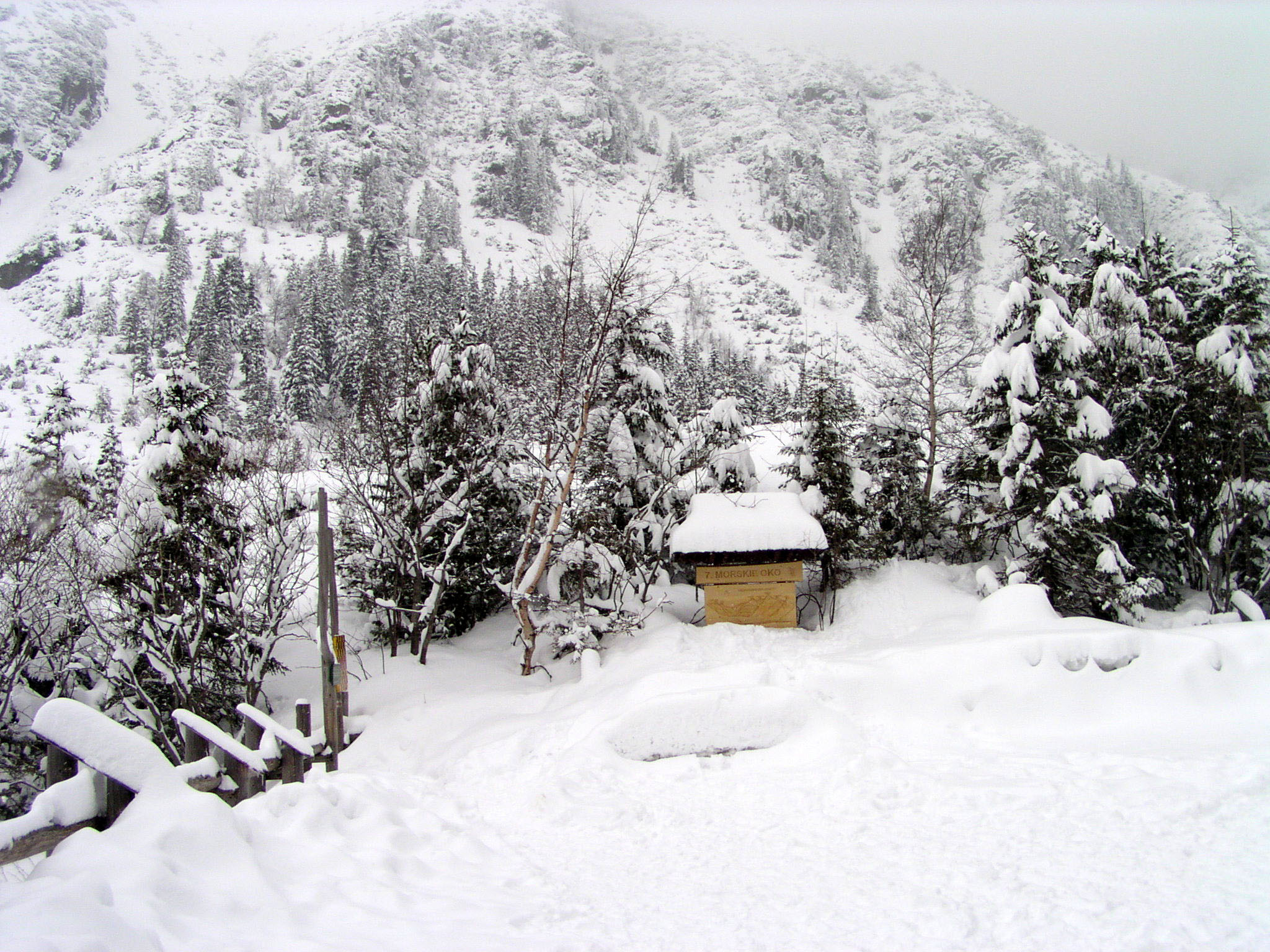
冬期のモルスキェ・オコの登山道
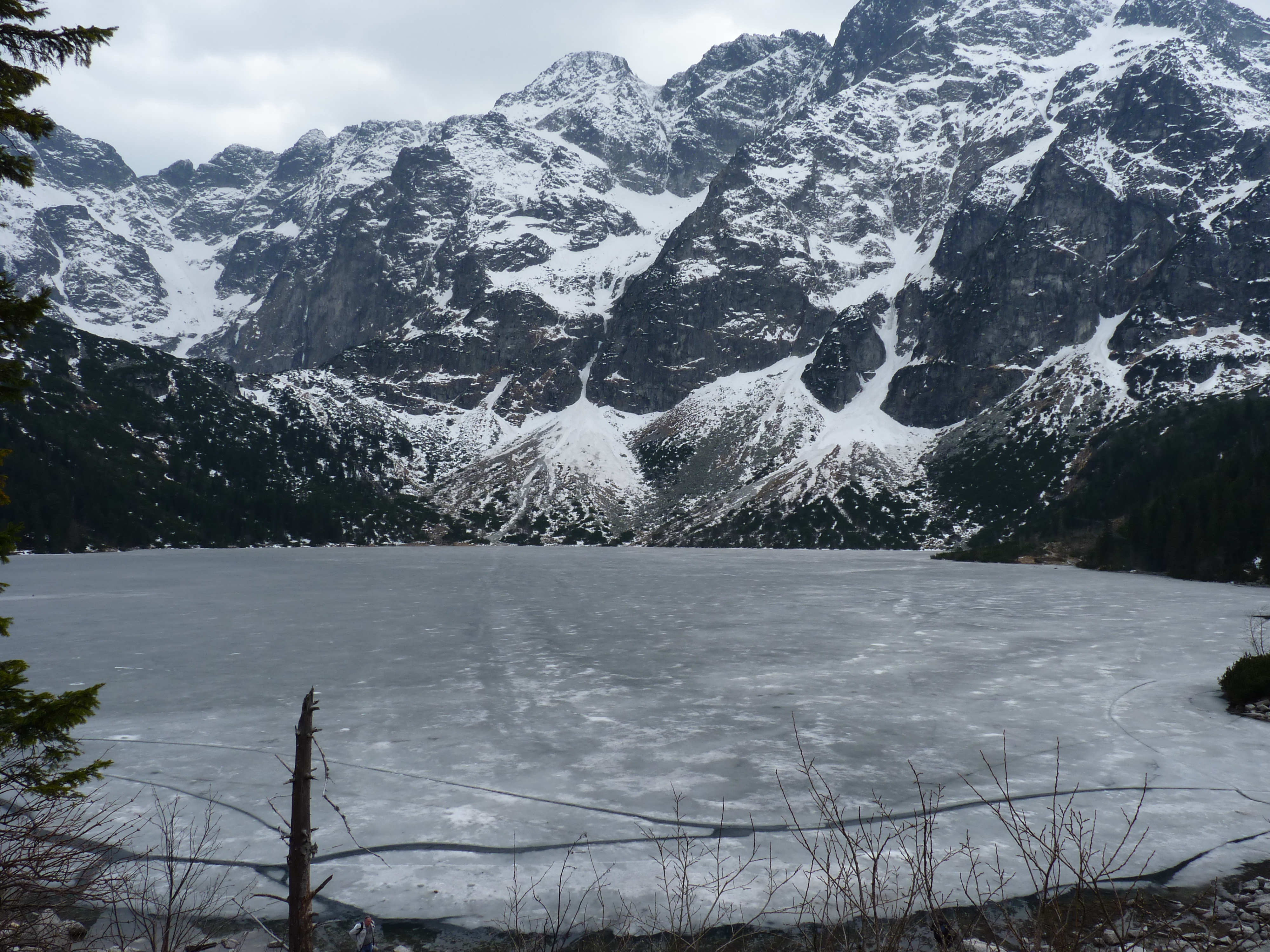
4月のモルスキェ・オコ
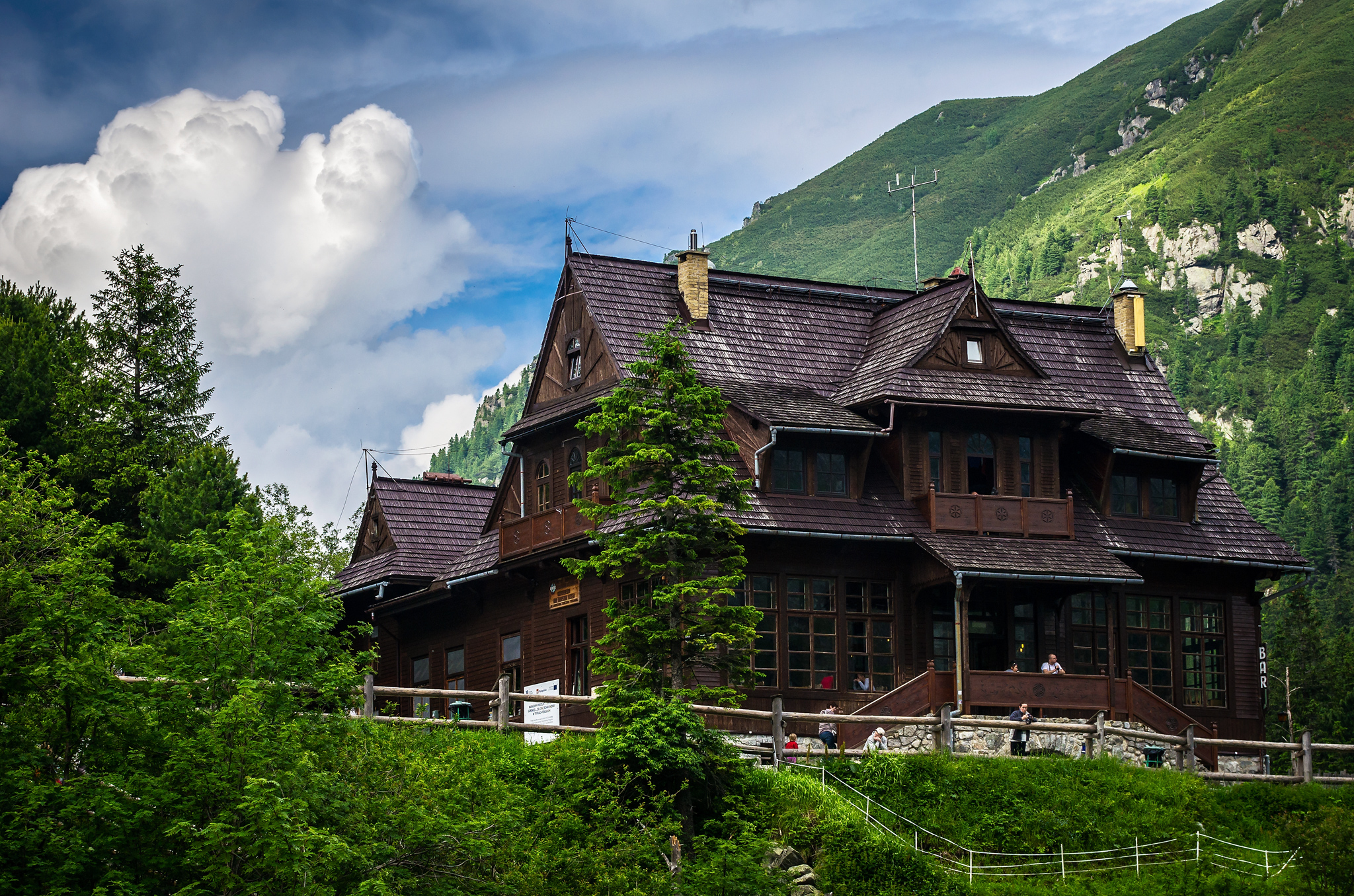
湖畔に建つPTTK（英語版）のマウンテン・シャレー（英語版）